# Typhlops kraali
Typhlops kraali este o specie de șerpi din genul Typhlops, familia Typhlopidae, descrisă de Doria 1874. Conform Catalogue of Life specia Typhlops kraali nu are subspecii cunoscute.